# Nhà thờ Asunción (Letur)
Nhà thờ Asunción (Tiếng Tây Ban Nha: Iglesia Parroquial de la Asunción) là một nhà thờ nằm ở Letur, Tây Ban Nha. Nó được công nhận là Bien de Interés Cultural năm 1982.